# 越南共和國第三軍
第三軍，或稱第三軍區，是越南共和國軍（南越軍）4大軍級單位和戰術區中的其中一個，責任轄區包含首都西貢市及周邊地區。
該軍區的下轄單位——駐屯在西貢北郊邊和市的陸軍第5步兵師，由於其鄰近首都的緣故，在南越建國後的數場政變中，往往成為影響起事成敗的關鍵部隊。第18步兵師亦為第3軍的下屬部隊，因曾在春祿戰役中抵抗越南人民軍（北越軍）的進攻而聞名。

## 所轄部隊
- 越南共和國第5步兵師
- 越南共和國第18步兵師
- 越南共和國第25步兵師